# مطار بالا
مطار بالا (إياتا: PLF، إيكاو: FTTP) هو مطار للاستخدام العام يقع بالقرب من بالا، في منطقة مايو كيبي الغربي، في تشاد.

## روابط خارجية
- سجل مطار بالا في Landings.com